# Pósfa, Vas
Pósfa  este un sat în districtul Sárvár, județul Vas, Ungaria, având o populație de 267 de locuitori (2011). 

## Demografie
Componența etnică a satului Pósfa
     Maghiari (100%)
Componența confesională a satului Pósfa
     Romano-catolici (83,52%)
     Reformați (4,49%)
     Luterani (2,25%)
     Necunoscută (9,74%)
Conform recensământului din 2011, satul Pósfa avea 267 de locuitori. Din punct de vedere etnic, majoritatea locuitorilor (100,0%) erau maghiari.  Din punct de vedere confesional, majoritatea locuitorilor (83,52%) erau romano-catolici, existând și minorități de reformați (4,49%) și luterani (2,25%). Pentru 9,74% din locuitori nu este cunoscută apartenența confesională.